# 继受罗马法
继受（Rezeption）或罗马法的继受（Rezeption des römischen Rechts），指的是德意志法律史上的一个事件。通过继受，连同本来就在起着现行法作用的教会法一起，神圣罗马帝国的法状况被形形色色的习惯法和特别法肢解。继受发生在神圣罗马帝国的地区范围内，具有深远的影响，且包括了诸多阶段。到了19世纪，随着神圣罗马帝国的崩溃，潘德克顿法学掀起了另一波继受的浪潮，对德国民法典的产生有着决定性的影响。继受的主要途径是：追求法律机构的学术化、以及法规范和判例的成文化记载。

## 阶段
对罗马法的继受最早开始于11世纪，即当罗马法的原始文献在帕维亚和博洛尼亚重见天日之后，那里的大学开始了对罗马法文本的研究。尤其是在博洛尼亚大学的法学课程中，以伊尔内留斯领衔的法学家们开始了对文本的训诂式研究，这一时代可被视作晚期中世纪专业法学教育的初生时刻。在此之前的欧洲，法学研究的对象仅限于《优士丁尼法典》，后来又有了《格拉蒂安教令集》，后被收入《教会法大全》。而随着1070年左右，学说汇纂的“佛罗伦萨抄本”的重现人间，法学研究获得了新的动力，罗马法重新回到了人们的视野中。法学开始从作为经院哲学一个分支的尴尬地位中慢慢获得解脱，日渐成为一个独立的学科。
整个继受时期可以分为前后两个时期。在前期，继受的承担者主要是教士和教会法院，因为他们是当时最重要的受教育者。到了后期，欧洲各地前往意大利接受了法学教育的法律人返回家乡，渐渐取代了当地行政和司法机构中的法律门外汉的地位，
自14世纪起，欧洲各地新建的大学担负起了后期罗马法继受的最重要角色。在14世纪中叶的大学建立浪潮中新兴的欧洲大学里，罗马法和教会法都是必备的课程。而大学的建立也促进了法学教育的推广。在神圣罗马帝国的范围内有三所大学：1348年建立的布拉格大学，1365年建立的维也纳大学，1386年建立的海德堡大学。在这些大学里接受教育的法律人，毕业以后进入到帝国或各邦的行政机构、法院中工作，或者去大学里做法学家。由于法学教育的“教材”是一样的，因此可以说在这个时期的欧洲，法学教育是一体化的。此一阶段，即前期继受时期，到了1495年帝国枢密法院成立而告一段落。